# Explorer 49
Explorer 49 (también conocido como Radio Astronomy Explorer-B (RAE-B)) fue un satélite de 328 kilogramos lanzado el 10 de junio de 1973 para la investigación de radioastronomía de onda larga. Tenía cuatro elementos de antena en forma de X de 230 metros de largo, lo que la convirtió en una de las naves espaciales más grandes jamás construidas.

## Lanzamiento
Explorer 49 se lanzó después de la finalización del programa Apolo, y aunque no examinó la Luna directamente, se convirtió en la última misión orbital lunar estadounidense hasta el lanzamiento de la nave espacial Clementine en 1994.

## Órbita
Esta misión fue la segunda de un par de satélites Radio Astronomy Explorer (RAE), Explorer 38 o RAE-A fueron los primeros. Explorer 49 se colocó en órbita lunar para proporcionar mediciones radioastronómicas de los planetas, el Sol y la galaxia en el rango de frecuencia de 25 kHz a 13,1 MHz. Dado que el diseño de la nave espacial utilizaba barreras de gradiente de gravedad, el campo de gravedad lunar abultado era un problema para los científicos de la misión.

## Misión
Explorer 49 se colocó en órbita lunar para registrar mediciones de radio desde 25 kHz a 13.1 MHz de nuestra galaxia. El Explorer 49 se colocó en la órbita lunar para que las ondas de radio de la Tierra no fueran una interferencia tan grande como lo había descubierto el Explorer 38.

## Experimentos
El investigador principal de todos los experimentos fue el Dr. Robert G. Stone.
1. Radiómetros de frecuencia escalonada: Explorer 49 estaba equipado con dos receptores Ryle-Vonberg (RV), uno en la antena V superior y el otro en la antena V inferior. Los radiómetros fueron diseñados para medir a nueve frecuencias entre 0,45 a 9,18 MHz.[4]
2. Rapid-Burst Receivers: Explorer 49 tenía tres receptores de ráfaga rápida, uno en la antena V superior, uno la antena V inferior y el tercero en la antena dipolo central. Los receptores de ráfaga estaban compuestos por un par de amplificadores IF y detectores, uno de los cuales se usó como respaldo. Detectaron en 32 canales entre 25 kHz y 13,1 MHz.[5]
3. Impedance Probe: Esto fue para probar la ingeniería para calibrar la antena en V superior.[4]

## Datos
Los datos se devolvieron a la Tierra a través de un transmisor UHF/(400 MHz) de baja potencia, en tiempo real, o se almacenaron en una grabadora de cinta a bordo y se transmitieron a la Tierra a través de un transmisor UHF de alta potencia (400 MHz). Dos grabadoras de cinta proporcionaron almacenamiento de respaldo.
Los datos recopilados en el explorador 49 se registraron en una de las tres Micro películas de 16 mm (grabadora de cinta) y luego se devolvieron a la Tierra a través de un transmisor UHF/(400 MHz) de alta potencia. También los datos podrían transmitirse directamente a la Tierra a través de un transmisor UHF/(400 MHz) de baja potencia.

## Defectos
El tercer receptor de ráfaga en la antena dipolo falló después de la primera semana y no se obtuvieron datos del receptor.

Defecto mecánico en la antena en V inferior que causó que la pata solo se desplegara a una longitud de 183 m en lugar de 229 m, se corrigió en noviembre de 1974 y se extendió a la longitud total de 229 m.